# ライデンリーダー記念
ライデンリーダー記念（ライデンリーダーきねん）は、岐阜県地方競馬組合が笠松競馬場ダート1400mで施行する地方競馬の重賞競走（SPI）である。優勝馬主に中日スポーツから優勝杯が贈られるため、「中日スポーツ杯」の冠がつく。

## 概要
「交流元年」といわれた1995年、地方競馬在籍のまま中央競馬の「報知杯4歳牝馬特別（現・フィリーズレビュー）」を制し桜花賞、優駿牝馬（オークス）、エリザベス女王杯の4歳牝馬（馬齢は当時）のGI級競走全てに出走したライデンリーダーの偉業をたたえ、1997年に3歳（馬齢は当時。2001年以降は馬齢表記変更のため2歳）限定戦として創設された。また例年暮れに行われていることから、東海地区における年内最後の2歳による重賞競走になっており、毎年12月30日に行われている（2004年のみ12月27日）。また東海地区グレードは「SPI（スーパープレステージワン）」である。
2012年から2019年までは2歳牝馬限定競走として施行されていたが、2020年から「北陸・東海チャンピオンシップ2020」の2歳部門に組み込まれ、牡牝混合競走に戻ると共に金沢所属馬も出走できるようになり、施行距離も1600mから1400mに短縮される。
2021年はHITスタリオンシリーズに指定された。対象種牡馬はディープブリランテ。

### 条件・賞金等（2024年）
出走資格
サラブレッド系2歳牝馬、東海、北陸所属。東海所属馬は本年12月13日までに東海地区所属として出走歴がある馬、金沢所属馬は本年12月12日までに自場所属としての出走歴がある馬。
- 出走枠は他地区所属馬4頭以下、東海地区所属8頭以上（原則笠松4頭以上、名古屋4頭以下）。

負担重量
別定、55kg、牝1kg減
賞金額
1着600万円、2着210万円、3着120万円、4着60万円、5着30万円、着外6万円。
副賞
中日スポーツ総局長賞、（一社）岐阜県馬主会会長賞

## 歴史
- 1997年 - 笠松競馬場のダート1600mのサラブレッド系3歳（現2歳）の東海所属馬限定の重賞競走「ライデンリーダー記念」として創設。
- 2001年 - 馬齢表示の国際基準への変更に伴い、出走条件を「サラブレッド系3歳の東海所属馬」から「サラブレッド系2歳の東海所属馬」に変更。
- 2004年 - 当年のみ12月27日に施行。
- 2008年 - スタリオンシリーズ競走に指定。
- 2012年 - 出走条件を「サラブレッド系2歳牝馬の東海所属馬」に変更。
- 2020年
  - 施行距離をダート1400mに短縮。
  - 「北陸・東海チャンピオンシップ」に指定され、2歳混合の北陸・東海地区交流競走に変更。
  - スタリオンシリーズから外れる。
- 2021年 - HITスタリオンシリーズに指定される。
- 2022年 - HITスタリオンシリーズから外れる。
- 2024年 - 「創刊70周年記念中日スポーツ杯 」の名を冠して施行。

### 歴代優勝馬
馬齢は2000年以前についても現表記を用いる。
全てダートコースで施行。距離は第1回から第23回が1600m、第24回以後は1400m。
| 回数   | 施行日         | 優勝馬             | 性齢 | 所属 | タイム | 優勝騎手   | 管理調教師 | 馬主               |
| ------ | -------------- | ------------------ | ---- | ---- | ------ | ---------- | ---------- | ------------------ |
| 第1回  | 1997年12月30日 | エフワンライデン   | 牡2  | 笠松 | 1:41.7 | 安藤勝己   | 荒川友司   | 水野恵吉           |
| 第2回  | 1998年12月30日 | コンコルド         | 牡2  | 笠松 | 1:44.8 | 大塚研司   | 山下清春   | （有）富久屋       |
| 第3回  | 1999年12月30日 | ブラウンシャトレー | 牡2  | 愛知 | 1:43.3 | 安部幸夫   | 国光徹     | 小島學             |
| 第4回  | 2000年12月30日 | セイエイカネノー   | 牡2  | 笠松 | 1:42.7 | 坂井薫人   | 岩崎幸紀   | 田中誠             |
| 第5回  | 2001年12月30日 | カンセイグローバル | 牡2  | 愛知 | 1:45.8 | 兒島真二   | 国光徹     | 山田春枝           |
| 第6回  | 2002年12月30日 | ワンダーアクセル   | 牡2  | 笠松 | 1:43.2 | 濱口楠彦   | 原隆男     | 武仲勝             |
| 第7回  | 2003年12月30日 | アルトタイガー     | 牝2  | 笠松 | 1:44.8 | 濱口楠彦   | 松原義夫   | 鷲見春重           |
| 第8回  | 2004年12月27日 | ミラージェネス     | 牝2  | 笠松 | 1:43.8 | 土田龍也   | 柳江仁     | 加藤鈴幸           |
| 第9回  | 2005年12月30日 | ミヤビダンサー     | 牝2  | 笠松 | 1:45.0 | 土田龍也   | 柳江仁     | 加藤鈴幸           |
| 第10回 | 2006年12月30日 | マルヨフェニックス | 牡2  | 笠松 | 1:45.1 | 尾島徹     | 柴田高志   | 野村春行           |
| 第11回 | 2007年12月30日 | カキツバタフェロー | 牝2  | 笠松 | 1:45.5 | 向山牧     | 森山英雄   | 久世浅市           |
| 第12回 | 2008年12月30日 | ニュースターガール | 牝2  | 笠松 | 1:45.3 | 阪上忠匡   | 森山英雄   | 荒木克己           |
| 第13回 | 2009年12月30日 | エーシンシャウラ   | 牡2  | 笠松 | 1:44.7 | 岡部誠     | 伊藤強一   | 平井豊光           |
| 第14回 | 2010年12月30日 | コアレスバトラー   | 牡2  | 笠松 | 1:43.1 | 筒井勇介   | 山中輝久   | （有）ホースケア   |
| 第15回 | 2011年12月30日 | マイネルセグメント | 牡2  | 愛知 | 1:44.0 | 今井貴大   | 川西毅     | 宮内輝人           |
| 第16回 | 2012年12月30日 | ピッチシフター     | 牝2  | 笠松 | 1:43.8 | 阪野学     | 川西毅     | （有）グランド牧場 |
| 第17回 | 2013年12月30日 | ヨシノミカエル     | 牝2  | 笠松 | 1:44.5 | 筒井勇介   | 笹野博司   | （同）JPN技研      |
| 第18回 | 2014年12月30日 | マルヨバナーヌ     | 牝2  | 笠松 | 1:44.7 | 吉井友彦   | 柴田高志   | 野村春行           |
| 第19回 | 2015年12月30日 | キニナルーイ       | 牝2  | 愛知 | 1:42.2 | 安部幸夫   | 角田輝也   | （同）JPN技研      |
| 第20回 | 2016年12月30日 | イスタナ           | 牝2  | 笠松 | 1:45.1 | 岡部誠     | 加藤幸保   | 伊藤壽孝           |
| 第21回 | 2017年12月30日 | チェゴ             | 牝2  | 笠松 | 1:43.6 | 佐藤友則   | 井上孝彦   | （有）新生ファーム |
| 第22回 | 2018年12月30日 | エムエスクイーン   | 牝2  | 愛知 | 1:42.0 | 今井貴大   | 竹下直人   | 森哲               |
| 第23回 | 2019年12月30日 | ニュータウンガール | 牝2  | 笠松 | 1:39.8 | 向山牧     | 井上孝彦   | （有）新生ファーム |
| 第24回 | 2020年12月30日 | フーククリスタル   | 牡2  | 笠松 | 1:28.5 | 高木健     | 井上孝彦   | 組）KIZUNA組合     |
| 第25回 | 2021年12月30日 | エムティアンジェ   | 牝2  | 金沢 | 1:29.5 | 栗原大河   | 佐藤茂     | 田中竜雄           |
| 第26回 | 2022年12月30日 | エムエスドン       | 牡2  | 愛知 | 1:30.2 | 岡部誠     | 竹下直人   | 森哲               |
| 第27回 | 2023年12月30日 | ミトノユニヴァース | 牡2  | 愛知 | 1:27.0 | 岡部誠     | 角田輝也   | 竹内三年           |
| 第28回 | 2024年12月30日 | ページェント       | 牡2  | 愛知 | 1:29.3 | 友森翔太郎 | 塚田隆男   | 橋元大長           |

#### 各回競走結果の出典
- ライデンリーダー記念 歴代優勝馬 - 地方競馬全国協会
- JBISサーチ
  - 1997年、1998年、1999年、2000年、2001年、2002年、2003年、2004年、2005年、2006年、2007年、2008年、2009年、2010年、2011年、2012年、2013年、2014年、2015年、2016年、2017年、2018年、2019年、2020年、2021年、2022年、2023年、2024年